# 條約橡

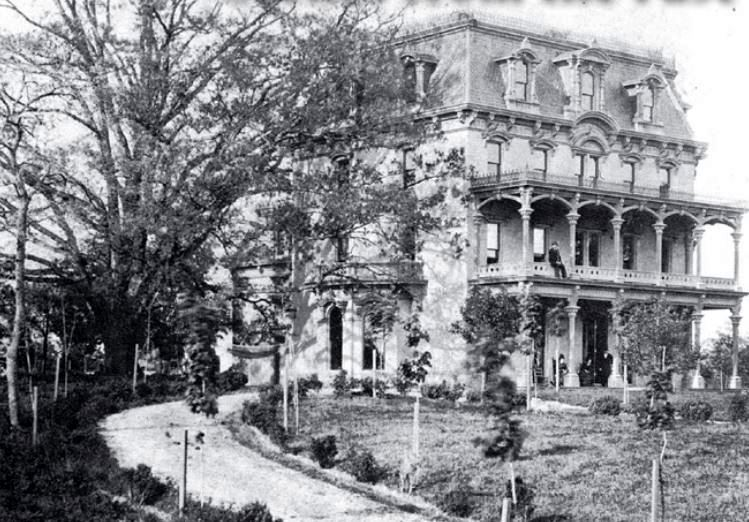
橡樹草坪莊園內的條約橡以及相鄰的四層高建築，攝於約1900年

條約橡（英語：Treaty Oak）是棵曾經矗立在華盛頓哥倫比亞特區橡樹草坪莊園的橡樹，估計約有350至400年歷史。莊園曾被稱為「寡婦的奉獻」（英語：Widow's Mite），初期由霍爾米德和諾斯家族擁有，後來被湯瑪斯·P·摩根購入，並把原本的房屋翻修擴建成一幢具第二帝國建築風格的四層高大型建築。莊園以第19街、哥倫比亞路、康涅狄格大道、佛羅里達大道為界，即位於現今杜邦圓環和亞當斯摩根社區的邊垂。
據當地傳說，早期定居者與美國原住民在橡樹下簽訂條約，橡樹因而得名。19世紀末至20世紀初，開發商在該區大興土木，但莊園仍維持樹木繁茂的面貌，並受到開發商的追捧。1922年，共濟會斥巨資購入莊園，打算建造一個包含寺廟的大型建築群，但計劃未有實施。1940年，建築師打算在這片土地建造他設計的大型混合開發項目「水晶高地」，然而計劃胎死腹中。最終，條約橡敵不過商業開發的洪流，而在1953年被砍伐。據報導，條約橡遭砍時是華盛頓特區內最大的橡樹。經歷多年發展，土地現今成為了華盛頓希爾頓酒店、兩座辦公大樓以及一座公寓大樓的所在地。

## 傳說與歷史

### 傳說
據估計，條約橡的歷史可追溯至1600年代中期至1700年代早期。這棵樹有三個未經證實的傳說，其中兩個涉及白人定居者和當地納科奇坦克部落的成員。條約橡所在地是人稱「寡婦的奉獻」（Widow's Mite）的土地，它佔地243公頃（600英畝）。
「寡婦的奉獻」這一傳說背後涉及納科奇坦克部落酋長馬納卡塞特（Manacasset）。馬納卡塞特認為橡樹所在地景觀開揚，是個可以一覽周邊地區的戰略位置，因而長居樹下。在一次針對白人定居者的突襲中，馬納卡塞特抓獲了婦女瑪格達萊娜·諾伊斯（Magdalena Noyes）的婦女和她年幼的女兒。後來，瑪格達萊娜拒絕了馬納卡塞特的要求，後者嚴令她只能生活在橡樹的陰影下，一旦走出陰影便會遭處死。瑪格達萊娜終生居於樹下，她又把女兒取名為瓜娃（Gwawa），意為「希望」。據說瓜娃年幼時因膚色蒼白而受到其他納科奇坦克孩童嘲笑，但混血兒查加拉格（Tschagarag）卻向她示好。兩人後來成為朋友，不時探索周邊地區，查加拉格又會教授瓜娃說自己的母語，最終二人墜入愛河並成婚。馬納卡塞特戰死後不久，瑪格達萊娜也離世。雖然她最初只是個被囚禁在樹旁生活的囚犯，但據聞她在晚年時已經愛上了這棵橡樹。據稱，她在遺囑中寫道：「本人瑪格達萊娜·諾伊斯，把所有財產，包括一幅佔地7.1公頃（17.5英畝）的土地、我住的小屋以及內裏的一切，都留給我的女兒瓜娃和其丈夫查加拉格。若知足是幸福的發端，願你領受，終生享受。我還有一個請求希望你完成：把覆蓋我們住所的樹視為古老遺物。珍惜它，並把它視作一個不屈不撓受難者的護身符。如果你有後代，請向他們灌輸敬畏樹木的意識，使之世代相傳。」
第二個傳說涉及納科奇坦克部落成員與白人定居者在樹下簽訂條約。故事其中一個版本是瑪格達萊娜擔任雙方之間的翻譯。第三個傳說則是乔治·华盛顿希望在此地建立國會大廈，但瑪格達萊娜不同意這個想法。

### 信史

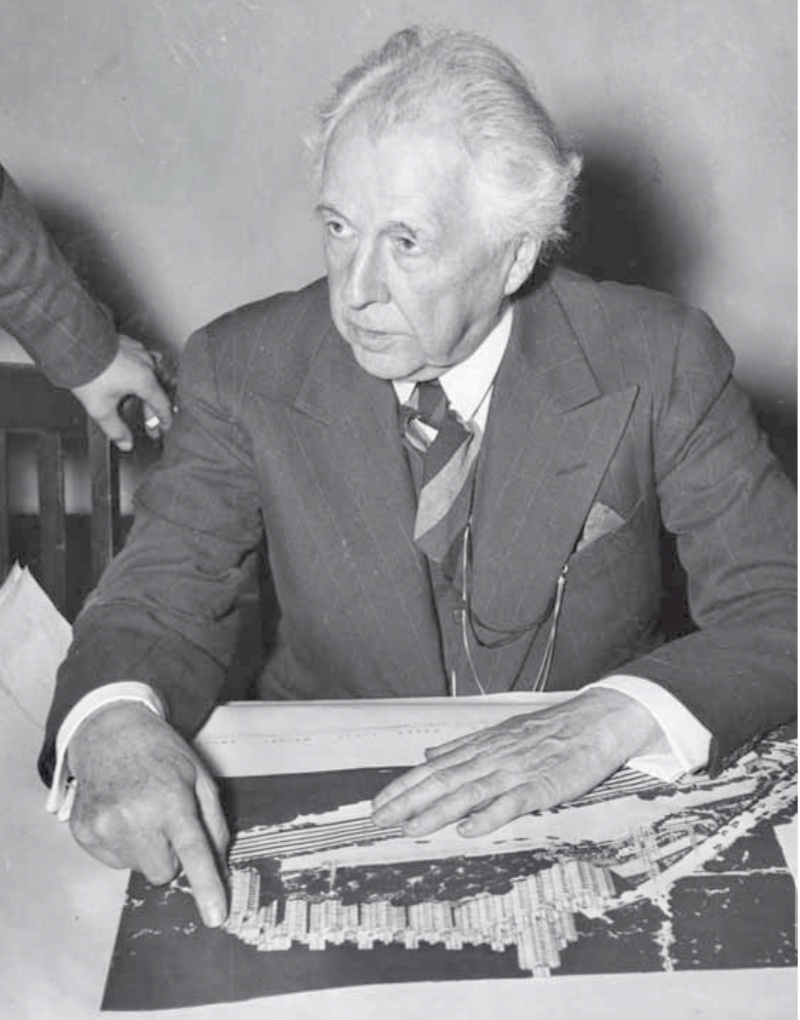
弗兰克·劳埃德·赖特及其「水晶高地」項目，攝於1940年

在華盛頓市規劃期間，條約橡矗立在私人土地範圍內。該片土地佔地6.5公頃（16英畝），屬農業用途，由定居者安東尼·霍爾米德（Anthony Holmead）擁有。1809年，霍爾米德把土地售予財政部首席文員麥可·諾斯（Michael Nourse）上校。諾斯在橡樹旁邊的土地上建造了一幢聯邦風格的房子，但後來他嫌棄土地遠離市中心令通勤時間變長，於是把土地賣掉。
當時整個物業佔地4公頃（10英畝），以第19街、哥倫比亞路、康涅狄格大道、佛羅里達大道為界，即位於現今杜邦圓環和亞當斯摩根社區的邊垂。1866年，政治家湯瑪斯·P·摩根（Thomas P. Morgan）購入物業後翻修並擴建房子，最終它搖身一變成為一幢樓高四層的第二帝國風格建築。由於土地矗立了一棵大橡樹，摩根便把莊園命名為橡樹草坪（Oak Lawn）。歲月如流，橡樹草坪莊園周邊地區已成為繁華的住宅和商業社區。由於莊園仍然維持昔日面貌，人們在該處可以欣賞到刻骨鏤心的城市景觀，因此備受當地開發商的追捧。1922年，共濟會斥90萬美元巨資向狄恩家族收購莊園。共濟會計劃耗資三百萬美元在該處建造大型建築群，包含寺廟、可容納三千人的禮堂及巨型塔樓，並將其更名為神廟高地（Temple Heights）。然而，共濟會籌措多年的資金卻在1929年華爾街股災中化為烏有，計劃破滅。在時期，橡樹和房子保持原樣。
1940年，開發商羅伊·S·瑟曼（Roy S. Thurman）選中此片土地來展開他手上價值1200萬美元的綜合開發項目。項目由大型停車場及14座高樓組成，當中高樓更可容納提供2,500間客房的酒店、劇院、公寓和零售店舖等設施。瑟曼的項目由建築師負責設計，他稱其為「水晶高地」。由於缺乏資金，加上當地區劃法及1899年建築物高度法的限制，以及第二次世界大戰的爆發，項目最終胎死腹中。
在接下來的幾年，政府和開發商曾經考慮在土地上興建公園、戰爭紀念館、公寓、酒店、大型停車場等設施。1948年，開發商計劃在土地上興建購物中心，該幢四層高的房子因而被拆除，但項目最後不了了之。1953年3月13日，另一開發商為了發展商業項目而清理土地，條約橡終被砍伐。當時，政府專家估計條約橡大概有350年歷史，但它時常被描繪在扎根當地400年。據報導，條約橡遭砍時是華盛頓特區內最大的橡樹。
1960年代，隨著不少開發橡樹草坪莊園一帶土地的計劃遭廢棄，華盛頓希爾頓酒店和兩座辦公大樓先後在該處落成。2016年，一幢豪華公寓大樓在該地建成。